# Gazánie zářivá
Gazánie zářivá (Gazania rigens) je okrasná rostlina z čeledi hvězdnicovitých. Je pojmenována podle řeckého středověkého přírodovědce Theodora Gazy.
Pochází z jižní Afriky a rozšířila se do subtropických oblastí celého světa. Ve střední Evropě se pěstuje jako letnička. Vyžaduje slunné stanoviště a dobře snáší sucho, svědčí jí dobře propustné půdy. Kvete od června do října, otevírá se pouze za jasného počasí.
Vytváří přízemní růžici šedozelených kopinatých listů s plstnatým povrchem, stonky jsou dlouhé okolo 30 cm. Květenstvím je úbor a plodem je nažka. Okrasné gazánie mají žluté, bílé, oranžové, fialové nebo červené zbarvení úborů, rozšířenými kultivary jsou 'Daybreak Bright Orange', 'Daybreak Garden Sun', 'Daybreak Red Stripe', 'Impressa White Flame', 'Mini Star White' nebo série 'Talent'.